# Iamiderna
Iamiderna var en prästsläkt i det forntida Olympia i Grekland, som räknade sina anor från Iamos, Apollon och Euadnes son, vilken med honung uppföddes av två ormar och senare av Apollon förlänades siaregåva och ämbet i Olympia.